# Abrotanella trichoachaenia
Abrotanella trichoachaenia  es una especie de planta fanerógama perteneciente a la familia de las Asteráceas.

## Distribución
Es oriunda de Argentina y Chile.

## Taxonomía
Abrotanella trichoachaenia fue descrita por Ángel Lulio Cabrera y publicado en Revista Chilena de Historia Natural 38: 85. 1934.
Etimología
Abrotanella: nombre genérico que es un diminutivo femenino y significa "similar al abrótano", es decir, similar a la planta Artemisia abrotanum (el término "abrotanum" viene del griego antiguo para una hoja de la planta genérica perfumada.
trichoachaenia: epíteto latíno que significa "con aquenios peludos".